# Kazań-Passażyrskaja
Kazań-Passażyrskaja (ros. Казань-Пассажирская) – stacja kolejowa w Kazaniu, w Tatarstanie, w Rosji. Stacja posiada 5 peronów.